# Raúl González Peláez
Raúl González Peláez (Piedralonga-Tineo, 1979) es un minero español que fue acusado de estar implicado en el suministro de explosivos para la comisión de los atentados del 11 de marzo de 2004 en Madrid.
Se le acusó de ser proveedor de explosivos de Suárez Trashorras. Fue detenido el 12 de junio de 2004 y quedó en libertad bajo fianza de 35 000 euros. En el juicio por los atentados, la Fiscalía pidió que se le condenase a 8 años de prisión. La Audiencia Nacional lo condenó a 5 años por tráfico de explosivos, pero el Tribunal Supremo lo absolvió al resolver los recursos de casación en julio de 2008.